# エムスドルフの戦い
エムスドルフの戦い（エムスドルフのたたかい、英語: Battle of Emsdorf）は七年戦争中の1760年7月14日、ヘッセン＝カッセル方伯領のエムスドルフにおいてイギリス・ハノーファー・ヘッセン＝カッセル連合軍とグラウビッツ男爵率いるフランス軍のドイツ人部隊の間の戦闘。連合軍はフランス軍の補給基地マールブルクを占領することでフランスの連絡線を妨害しようとし、戦闘に勝利したが、マールブルクは占領できなかった。

## 両軍の編成
連合軍はハノーファーとヘッセンの6個歩兵大隊、ハノーファーの猟兵部隊、ニコラウス・フォン・ルックナー率いるフサール（軽騎兵）とイギリスの第15軽騎兵連隊で構成され、フランス軍は王立バヴィエール連隊、ドナルト連隊からの5個歩兵大隊、フサール大隊といくらかの軽部隊で構成された。

## 戦闘の経過
イギリス軍は野営中でちょうど昼ご飯を食べようとしたフランス軍を奇襲した。フランス軍のフサールはすぐに逃げ出し、2個歩兵大隊は陣形を形成して戦おうとしたがヘッセン大隊の集中砲火を受けた。グラウビッツ男爵は1個大隊をマールブルクへ送り返し、残りの軍勢とともにキルヒハインへ撤退しようとしたが、逃げ道の大半はルックナーと軽部隊に塞がれた。撤退していたフランス軍にイギリスの第15軽騎兵連隊が突撃し、フランス兵士1,650以上を捕虜にする結果をもたらした。

## 戦闘の結果
連合軍の勝利はイギリスの第15軽騎兵連隊によるものであり、連合軍の死傷者186人のうち連隊は125人を占めた。連隊を率いたサー・ウィリアム・アースキンは戦後イギリス王ジョージ3世に鹵獲したフランス軍旗16本を展示した。しかし、連合軍の元々の目的であったマールブルク占領は達成できなかった。
エムスドルフの戦いで活躍したイギリスの第15軽騎兵連隊はイギリス初の戦闘勲章を受章した。それ以前の戦闘の戦闘勲章はその後に改めて授けられた。